# 鳴海せいら
鳴海 せいら（なるみ せいら）は、日本のAV女優。

## 略歴・人物
2007年にAVデビュー。

## 出演作品

### アダルトビデオ
2007年
- バイブの虜 26（9月7日、プールクラブ・エンタテインメント）…オムニバス作品 他出演:真島みゆき、松嶋リナ、穂阪詩織
- 素人初撮り生中出し 東●本銀行窓口女子社員（9月30日、プラム）
- 「強制教育企画 母と娘に学ばせる親子SM浣腸のヤり方」（10月18日、DANDY）
- 制服美少女と性交（11月15日、ドリームチケット）
- ○学生いじめっ子グループ 3（11月22日、ナチュラルハイ）…共演:泉まりん、長谷川さやか、佐伯奈々 ほか
- DAISY 13（11月22日、プレステージ） ※「セイラ」名義
- 新・ラブ☆ラブ～ふうせん♪～ No.1（11月30日、パステル）…共演:愛葉渚
- 生姦・中出し極上素人娘 アタックマン エロカワ娘にアタック三昧（12月6日、ヒビノ）オムニバス作品
- 小児科を開業して父親の目の前で娘をヤる（12月7日、カッコイイ!）他出演:澤よし乃、佐原みつな、結城鈴、愛乃みく
- 強制マスク NO.15 （12月7日、Whitecloth）他出演:愛葉渚、元木美空、山本美桜姫
- 至福のひととき 高級デリヘル超おもてなし密室デート 1（12月13日、AVS）…オムニバス作品 他出演:深尾彩乃
- レオタード会議室 VOL.8 （12月14日、アスリート） ※「成海せいら」名義
- スポーツ娘の白アンスコ 7 （12月14日、ウィッシュ）…オムニバス作品 他出演:今宮愛里 ※「成海せいら」名義
- ロング手袋セレナーデ Vol.4（12月14日、G LOVE）…共演:愛葉渚 ※「成海せいら」名義
- 「ホームレス○学生」（12月20日、DANDY）…オムニバス作品 他出演:朝倉みき ほか

2008年
- 介護福祉レディのお仕事 「性介助」介護研修生スペシャル（1月5日、SODクリエイト）…共演:沢尻もも美、鈴木ありさ、葉月紗絢、藤田小雪、堀口奈津美、伊吹りこ、永井優香
- 自分撮り。 -彼女と彼のSEXライフ-（1月25日、ケイ・エム・プロデュース）
- お嬢さまはバックがお好き 2（2月23日（レンタル）／3月21日（セル）、クリスタル映像）…オムニバス作品 他出演:加藤ツバキ、七瀬かすみ、石原真美、麻生セイラ、鮎瀬みこ
- 女子校生 携帯援交 11（3月1日、エクスチェンジ）他出演:二宮沙羅
- エロエロ育成推進シリーズ Hな○学生に育てます（3月6日、V&Rプロダクツ）…共演:園原みか、瀬咲るな、上原優、愛場渚、椎名りく、小森もも、牧野蜜
- LOLLIPOP 5（3月10日、ラストラス）他出演:一色あかね、園原みか
- パンスト&タイツを履いた ムチムチ タイトスカートOL セクハラハメ撮りSEX（3月13日、カルマ）他出演:大久保伶、愛場渚、中條美華、中嶋みその ほか
- TOKYO 風俗地下クラブ （3月15日、トップワン）…共演:青山ゆい、純名もも、夏川るい、小笠原咲、七海、仲村もも、田中真美、吉井麻帆、杏野まひる
- HARDCORE LESBIAN（3月18日、ドリームクエスト）共演:桜庭彩、沢井真帆
- クンニでイカせて!（3月21日、OFFICE K'S）他出演:相楽杏、相葉かすみ、有賀知弥、須藤リカ
- キラーザーメン 一人大量ぶっかけ（3月25日、しのだプロジェクト）他出演:中嶋みその、今井みすず ほか
- 田舎女子校生 16（4月2日、プレステージ）
- やさしい痴女（4月11日、スマイリー）
- 東京ひとり暮らし（4月15日、イマージュ）他出演:伊織舞衣
- 最終電車でハントした 爆睡女に挿しちゃえ（4月17日、Hunter）他出演:みのり、浅田萌、七海りお
- クイコミ紐オナアクメ（5月2日、OFFICE K'S）他出演:森野ひな、杉崎莉奈、千葉悠梨、七咲楓花
- 外科教授セクハラ映像集 白衣の下の豊満な胸をむき出しにされるナースたち（5月13日、カルマ）…オムニバス作品 他出演:高田ありさ、七咲楓花 ほか
- 巨乳キャットファイト! （6月1日、ヴィ）…共演:安藤ゆき、杉田わか、片桐真冬、AYA、堀口奈津美、近藤優希、前田あすま
- セクキャバ牝痴態 ～ギラギラ欲情のセクキャバ嬢四態～ （6月13日、アロマ企画）…共演:沢尻もも美、七瀬かすみ、響みりあ
- せいらとさくら（7月13日、無垢）…共演:さくらゆめ
- 強制レイプマニアックス 15（7月18日、メディアバンク）…オムニバス作品 他出演:椎名りく、花野真衣、大久保怜、春名えみ、神弥のん
- 太陽の女超人アイシス（7月25日、GIGA）
- コスプレ美少女 スクール水着編 2（8月1日、スクール・ベリー）…オムニバス作品 他出演:辻あずき ほか
- 本格レズ 人妻を抱くセールスレディ 2（8月8日、東京音光）…共演:野々村小夜、西沢良江
- 勃起乳首コレクション（8月8日、OFFICE K'S）…オムニバス作品 他出演:常盤遥、桜庭彩、麻生亜衣、長谷川千穂、瀬戸田れもん、峰原ちの ほか
- 極太ディルドオナニー （8月8日、OFFICE K'S）…オムニバス作品 他出演:遥ゆりあ、佐伯奈々、那月りの
- 人事部長O氏の失敗 #002（8月29日、ゴーゴーズ）
- これが野外シコらせの限界 赤面続出お千擦り箱くんがイク! 2（9月18日、Hunter）…オムニバス作品 他多数出演
- 強制浣腸 アイドル崩壊 （10月1日、シネマジック）
- Office Lady REAL 新・オフィスレディ 6人3時間撮り下し（10月24日、ビッグモーカル）…オムニバス作品 他出演:夢見ほのか、梨々花、芹沢優華、石黒沙良、織田ゆめ
- 洗ってないアソコ 2 クンニでイッてしまった女たち（10月25日、しのだプロジェクト）…オムニバス作品 他出演:浅岡沙希 ほか
- 第1回 SOD女子社員 社内一斉抜き打ち びちょ濡れ下半身 高感度調査♥（11月6日、SODクリエイト）…他多数共演 ※「鳴瀬聖子」名義
- 痴漢掲示板で噂の 毎日、触られている女子高生を探せ! （11月20日、Hunter）他出演:上野さくら、熊田まき、愛葉渚、沢田えりか、宮野香、かわのすみれ
- 堕天使せいら 愛玩制服縄少女 （11月30日、アヴァ）

2009年
- 初脱ぎ姫始め恥じらい満載 SOD女子社員新年会（1月8日、SODクリエイト）…共演:佐川美樹（倖田李梨）、椿美希（楓姫輝）、桜井みずき、山元りお、長谷部知恵、田中美優、水野理恵（水澤りの）、平尾柚美（平井柚葉） ※「鳴瀬聖子」名義
- Hunter企画祭り オール新作撮り下し AV15番勝負 （1月8日、Hunter）他多数出演
- 教師&女教師強制アクメ狩り！集団逆ハードセクハラ女子校生痴女!（1月19日、クロス）…共演:相楽杏、中條美華、観月マヤ、真琴さや
- 絶頂快楽電撃調教 淫乱恥悦マゾ（1月24日、アヴァ）他出演:藤沢ローラ
- 飲精変態淫乱人形（2月25日、アロマ企画）
- 立ちこぎ チャリンコ 女子校生 ～太ももとパンチラ～ （2月25日、アロマ企画）…オムニバス作品
- 18才に見えますか? act.02（2月25日、ゼロちゃんねる）
- オフィスレディのエッチな裏●のお仕事 AV面接編 （2月27日、ビッグモーカル）他出演:夢見ほのか、梨々花、芹沢優華、石黒沙良、織田ゆめ
- ヒロインバトル ガールズコロシアム （2月27日、GIGA）共演:上野さくら